# Cichus (cráter)

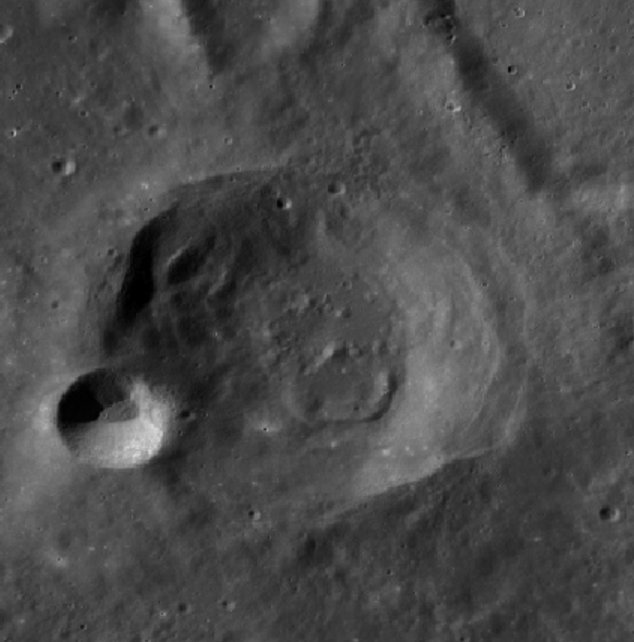
Fotografía de la misión
Lunar Reconnaissance Orbiter

Cichus es un cráter de impacto que se encuentra en la parte suroeste de la Luna, en el borde oriental del Palus Epidemiarum. Justo al noreste y casi en contacto con el borde del cráter Weiss, inundado de lava.
|  |

El borde de este cráter está sólo ligeramente desgastado, aunque el cráter Cichus C atraviesa el brocal del lado suroeste. Las secciones de la pared interior están aterrazadas, y el lado occidental es algo más ancho que el lado oriental. Varias pequeñas crestas se encuentran en todo el suelo interior. Un sistema de marcas radiales brillantes del cráter Tycho situado al sureste se sitúan tangencialmente justo al noreste del borde de Cichus.

## Cráteres satélite
Por convención estos elementos son identificados en los mapas lunares poniendo la letra en el lado del punto medio del cráter que está más cerca de Cichus.
|        | \| Cichus \| Coordenadas \| Diámetro \| \| ------ \| ------------------------------ \| -------- \| \| A \| 34°48′S 21°24′O / -34.8, -21.4 \| 21 km \| \| B \| 33°12′S 19°18′O / -33.2, -19.3 \| 14 km \| \| C \| 33°30′S 21°48′O / -33.5, -21.8 \| 11 km \| \| F \| 35°42′S 22°24′O / -35.7, -22.4 \| 8 km \| \| G \| 35°30′S 23°30′O / -35.5, -23.5 \| 23 km \| \| H \| 32°48′S 22°24′O / -32.8, -22.4 \| 7 km \| \| J \| 32°00′S 21°18′O / -32.0, -21.3 \| 13 km \| \| K \| 36°36′S 19°54′O / -36.6, -19.9 \| 6 km \| \| N \| 30°30′S 21°42′O / -30.5, -21.7 \| 8 km \| |          |
| Cichus | Coordenadas | Diámetro |
| A      | 34°48′S 21°24′O / -34.8, -21.4 | 21 km    |
| B      | 33°12′S 19°18′O / -33.2, -19.3 | 14 km    |
| C      | 33°30′S 21°48′O / -33.5, -21.8 | 11 km    |
| F      | 35°42′S 22°24′O / -35.7, -22.4 | 8 km     |
| G      | 35°30′S 23°30′O / -35.5, -23.5 | 23 km    |
| H      | 32°48′S 22°24′O / -32.8, -22.4 | 7 km     |
| J      | 32°00′S 21°18′O / -32.0, -21.3 | 13 km    |
| K      | 36°36′S 19°54′O / -36.6, -19.9 | 6 km     |
| N      | 30°30′S 21°42′O / -30.5, -21.7 | 8 km     |